# ناحیه لکی
ناحیۀ لکی (به انگلیسی: Lakki Marwat District) یک ناحیه در پاکستان است که در خیبر پختونخوا واقع شده‌است. ناحیۀ لکی ۳٬۱۶۴ کیلومتر مربع مساحت و ۸۷۶٬۱۸۲ نفر جمعیت دارد.